# Swaziland aux Jeux olympiques d'été de 1972
Le Swaziland participe aux Jeux olympiques d'été de 1972 à Munich et c'est la première apparition du pays aux jeux olympiques, l'indépendance ayant été accordée en septembre 1968, trop juste pour que le comité olympique soit reconnu par le CIO aux Jeux de Mexico en octobre 1968. 
Elle n'y remporte aucune médaille. Richard Mabuza, 26 ans, est le porte-drapeau d'une délégation comptant 2 sportifs, un marathonien et un tireur.
Le Swaziland retournera aux jeux douze ans plus tard en 1984

## Résultats

### Athlétisme
| Athlète        | Épreuve  | Séries | Séries | Demi-finales | Demi-finales | Finale  | Finale |
| Athlète        | Épreuve  | Temps  | Rang   | Temps        | Rang         | Temps   | Rang   |
| -------------- | -------- | ------ | ------ | ------------ | ------------ | ------- | ------ |
| Richard Mabuza | 10 000 m | DNF    | DNF    | NC           | NC           | NC      | NC     |
| Richard Mabuza | Marathon | NC     | NC     | NC           | NC           | 2:20:39 | 17e    |

### Tir sportif
| Athlète         | Compétition     | Finale  | Finale |
| Athlète         | Compétition     | Points  | Rang   |
| --------------- | --------------- | ------- | ------ |
| Philip Serjeant | Fosse olympique | 122/200 | 57e    |
| Philip Serjeant | Skeet           | DNF     | DNF    |